# Petracola waka
Espèce
Petracola waka est une espèce de sauriens de la famille des Gymnophthalmidae.

## Répartition
Cette espèce est endémique de la région de Cajamarca au Pérou.

## Publication originale
- Kizirian, Bayefsky-Anand, Eriksson, Minh & Donnelly, 2008 : A new Petracola and re-description of P. ventrimaculatus (Squamata: Gymnophthalmidae). Zootaxa, no 1700, p. 53-62.